# In Your House
In Your House was een pay-per-view (PPV) series gecreëerd door World Wrestling Federation (WWF). Het originele concept was dat de WWF jaarlijks en maandelijks pay-per-views introduceerden. De primaire pay-per-views (WrestleMania, King of the Ring, SummerSlam, Survivor Series en Royal Rumble) hadden hun eigen jaarlijkse en maandelijkse pay-per-views en de In Your House series dienden voor aanvulling van de maanden waarin er geen pay-per-views plaatsvonden bij bepaalde jaren. Het begon voor het eerst in 1995 en werd in eind 1999 beëindigd.
De WWF deed dit als antwoord tegen de rivaal World Championship Wrestling (WCW) die ook maandelijks pay-per-views organiseerden waarbij dat de WCW's evenementen typisch 2,5 tot 3 uur duurde.
WWF beëindigde de In Your House en introduceerde maandelijkse pay-per-views zoals de WCW organiseerden.

## In Your House chronologie
| #  | Event                                         | Datum             | Stad                             | Locatie                        | Main Event |
| -- | --------------------------------------------- | ----------------- | -------------------------------- | ------------------------------ | --- |
| 1  | In Your House 1: Premiere                     | 14 mei 1995       | Syracuse (New York)              | Onondaga War Memorial          | Diesel (c) vs. Sycho Sid voor het WWF Championship. |
| 2  | In Your House 2: The Lumberjacks              | 23 juli 1995      | Nashville (Tennessee)            | Nashville Municipal Auditorium | Diesel (c) vs. Sycho Sid voor het WWF Championship in een Lumberjack match.                                                                                                   |
| 3  | In Your House 3: Triple Header                | 24 september 1995 | Saginaw (Michigan)               | Saginaw Civic Center           | Diesel & Shawn Michaels vs. Yokozuna & The British Bulldog voor het WWF Tag Team Championship, WWF Championship en WWF Intercontinental Championship.                         |
| 4  | In Your House 4: Great White North            | 22 oktober 1995   | Winnipeg                         | Winnipeg Arena                 | The British Bulldog vs. Diesel (c) voor het WWF Championship. |
| 5  | In Your House 5: Seasons Beatings             | 17 december 1995  | Hershey (Pennsylvania)           | Hersheypark Arena              | Bret Hart (c) vs. The British Bulldog voor het WWF Championship. |
| 6  | In Your House 6: Rage in the Cage             | 18 februari 1996  | Louisville (Kentucky)            | Louisville Gardens             | Bret Hart (c) vs. Diesel in een Steel Cage match voor het WWF Championship.                                                                                                   |
| 7  | In Your House 7: Good Friends, Better Enemies | 28 april 1996     | Omaha (Nebraska)                 | Omaha Civic Auditorium         | Shawn Michaels (c) vs. Diesel in een No Holds Barred match voor het WWF Championship.                                                                                         |
| 8  | In Your House 8: Beware of Dog                | 26 mei 1996       | Florence, South Carolina         | Florence Civic Center          | Shawn Michaels (c) vs. The British Bulldog voor het WWF World Heavyweight Championship.                                                                                       |
| 8  | In Your House 8: Beware of Dog                | 28 mei 1996       | North Charleston, South Carolina | North Charleston Coliseum      | Goldust (c) vs. The Undertaker in een Casket match voor het WWF Intercontinental Championship                                                                                 |
| 9  | In Your House 9: International Incident       | 21 juli 1996      | Vancouver, Brits-Columbia        | General Motors Place           | Camp Cornette (Vader, Owen Hart & The British Bulldog) vs. The People's Posse (Shawn Michaels, Sycho Sid & Ahmed Johnson)                                                     |
| 10 | In Your House 10: Mind Games                  | 22 september 1996 | Philadelphia                     | CoreStates Center              | Shawn Michaels (c) vs. Mankind voor het WWF Championship. |
| 11 | In Your House 11: Buried Alive                | 20 oktober 1996   | Indianapolis                     | Market Square Arena            | The Undertaker vs. Mankind in de eerste Buried Alive match ooit. |
| 12 | In Your House 12: It's Time                   | 15 december 1996  | West Palm Beach (Florida)        | West Palm Beach Auditorium     | Sycho Sid (c) vs. Bret Hart voor het WWF Championship. |
| 13 | In Your House 13: Final Four                  | 16 februari 1997  | Chattanooga (Tennessee)          | UTC Arena                      | Bret Hart vs. Steve Austin vs. Vader vs. The Undertaker in een Four Corners Elimination match voor het beschikbare WWF Championship.                                          |
| 14 | In Your House 14: Revenge of the 'Taker       | 20 april 1997     | Rochester (New York)             | War Memorial Auditorium        | Steve Austin vs. Bret Hart. |
| 15 | In Your House 15: A Cold Day in Hell          | 11 mei 1997       | Richmond (Virginia)              | Richmond Coliseum              | The Undertaker vs. Steve Austin voor het WWF Championship. |
| 16 | In Your House 16: Canadian Stampede           | 6 juli 1997       | Calgary                          | Saddledome                     | The Hart Foundation (Bret Hart, Jim Neidhart, Owen Hart, The British Bulldog & Brian Pillman) vs. Steve Austin, Ken Shamrock, Goldust, & The Legion of Doom (Hawk en Animal). |
| 17 | Ground Zero: In Your House                    | 7 september 1997  | Louisville                       | Louisville Gardens             | Shawn Michaels vs. The Undertaker. |
| 18 | Badd Blood: In Your House                     | 5 oktober 1997    | St. Louis (Missouri)             | Kiel Center                    | Shawn Michaels vs. The Undertaker in de eerste Hell in a Cell match ooit. |
| 19 | D-Generation X: In Your House                 | 7 december 1997   | Springfield (Massachusetts)      | Springfield Civic Center       | Ken Shamrock vs. Shawn Michaels (c) voor het WWF Championship. |
| 20 | No Way Out of Texas: In Your House            | 15 februari 1998  | Houston                          | Compaq Center                  | Steve Austin, Owen Hart, Cactus Jack & Chainsaw Charlie vs. Triple H, Savio Vega & New Age Outlaws (Billy Gunn en Road Dogg).                                                 |
| 21 | Unforgiven: In Your House                     | 26 april 1998     | Greensboro (North Carolina)      | Greensboro Coliseum            | Dude Love vs.Steve Austin (c) voor het WWF Championship. |
| 22 | Over the Edge: In Your House                  | 31 mei 1998       | Milwaukee                        | Wisconsin Center Arena         | Steve Austin (c) vs. Dude Love in een No Disqualification Falls Count Anywhere match voor het WWF Championship met Vince McMahon als special guest referee.                   |
| 23 | Fully Loaded: In Your House                   | 26 juli 1998      | Fresno (Californië)              | Selland Arena                  | The Undertaker & Steve Austin vs. Kane & Mankind (cs) voor het WWF Tag Team Championship.                                                                                     |
| 24 | Breakdown: In Your House                      | 27 september 1998 | Hamilton (Ontario)               | Copps Coliseum                 | The Undertaker vs. Kane vs. Steve Austin (c) in een Triple Threat match voor het WWF Championship.                                                                            |
| 25 | Judgment Day: In Your House                   | 18 oktober 1998   | Rosemont (Illinois)              | Rosemont Horizon               | Kane vs. The Undertaker (met Steve Austin als special guest referee) voor het beschikbare WWF Championship.                                                                   |
| 26 | Rock Bottom: In Your House                    | 13 december 1998  | Vancouver                        | General Motors Place           | Steve Austin vs. The Undertaker in een Buried Alive match. |
| 27 | St. Valentine's Day Massacre: In Your House   | 24 februari 1999  | Memphis (Tennessee)              | The Pyramid                    | Steve Austin vs. Vince McMahon in een Steel Cage match. |
| 28 | NXT TakeOver: In Your House                   | 7 juni 2020       | Winter Park, Florida             | Full Sail University           | Charlotte Flair (c) vs. Io Shirai vs. Rhea Ripley voor het NXT Women's Championship                                                                                           |
| 29 | NXT TakeOver: In Your House                   | 13 juni 2021      | Orlando, Florida                 | WWE Performance Center         | N.T.B. |